# Ced9
ژن Ced9 یک ژن از ژنوم نماتود ''C.elegans'' است که پروتئینی را رمز می‌کند که آپوپتوز را مهار می‌کند. نسخهٔ انسانی این ژن Bcl-2 نام دارد. پروتئین حاصل، از آزادشدن سیتوکروم c در غشای میتوکندری‌ها جلوگیری می‌کند.

## کشف ژن Ced9
رابرت هرویتس کار با ۳ نوع جهش‌یافتۀ متفات C.elegans آغاز کرد که ژن دگرگون‌شده‌ای داشتند که از مرگ برنامه‌ریزی شدهٔ سلولی جلوگیری می‌کرد. او جهش در ژن‌هایی را مانند Ced3، Ced4 و Ced9 تشخیص‌داد. جهش در هر ژن می‌توانست به طور جداگانه موجب باقی‌ماندن سلول شود. او نتیجه گرفت که این سه ژن باید در یک مسیر یکسان عمل کنند.